# Jean Chardin (explorador)
Jean Chardin, (París, 16 de noviembre de 1643 - Chiswick, cerca de Londres, 5 de enero de 1713) fue un viajero, comerciante y escritor francés, conocido sobre todo por su informe de sus estancias en Persia y en Oriente a finales del siglo XVII.

## Biografía
Era hijo de un joyero protestante, y él mismo abrazó la profesión y la fe de su padre desde la niñez hasta su muerte.
Jean Chardin fue a Persia e India en 1665 para comerciar con diamantes. Agradó al sah persa, Abbas II, quien le nombró su marchante para la adquisición de joyas, «mercader del rey» fue el título recibido. De regreso a Francia en 1670, publicó Le couronnement de Soleïmaan troisième, roy de Perse. 
Partió de nuevo hacia Persia en agosto de 1671, haciendo esta vez un largo periplo que le llevó a Esmirna, Constantinopla, Crimea, el Cáucaso y Georgia. Llegó a Isfahán en junio de 1673, acompañado del diseñador Guillaume-Joseph Grelot. Permaneció cuatro años en Persia y regresó a la India antes de volver a Europa en 1680, doblando el Cabo de Buena Esperanza. 
En ese tiempo amasó una gran fortuna, aprendió el farsi, así como el turco y el árabe, y se hizo un gran conocedor de la historia de Persia y de las costumbres de sus habitantes.
Constatando a su regreso que los protestantes estaban siendo perseguidos en Francia, decidió en abril de 1681 huir del ambiente de intolerancia religiosa y exiliarse, como tantos otros hugonotes, a Inglaterra. El monarca Carlos II le hizo caballero y le nombró joyero real y posteriormente su plenipotenciario ante los Estados de Holanda. Se casó con Esther de Lardiniere, una joven de Ruan que había igualmente huido de Francia para escapar de las dragonadas. Chardin llegó a ser miembro de la Royal Society en 1682. 
Chardin fue después a Holanda, en calidad de representante de la Compañía Británica de las Indias Orientales. Tras varios años de servicio como delegado comercial, se retiró de los negocios, ya muy rico, y escribió sobre sus experiencias viajeras en Oriente, criticando a los soberanos de Persia por su despotismo y elogiando al pueblo persa.

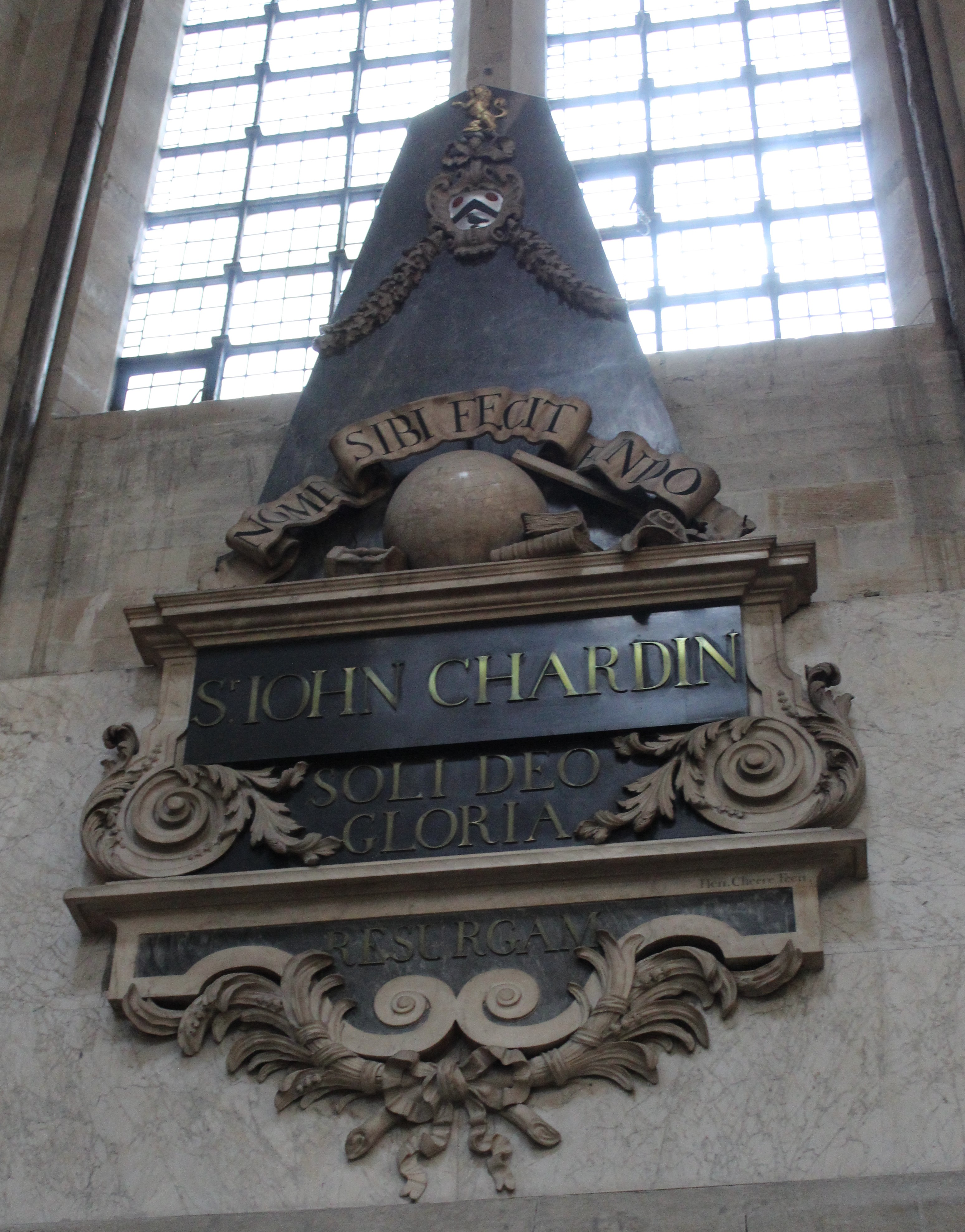
Memorial de Sir John Chardin en la Abadía de Westminster, obra de Henri Cheere, 1714

Publicó en Ámsterdam, en 1686, la primera parte de Voyages de monsieur le chevalier Chardin en Perse et autres lieux de l’Orient, edición más extensa que la primera aparecida en Londres en 1685. Esta obra, que no terminó hasta 1711, tal vez con la ayuda de François Charpentier, fue acogida de manera encomiástica gracias a su contenido completo y fiel, recibida con elogios por pensadores como Montesquieu, Rousseau, Voltaire y Gibbon. Una edición más completa en diez volúmenes fue publicada por Louis-Mathieu Langlès en 1811. 
Impregnados de un agudo sentido de la observación, y considerados por los especialistas como una fuente histórica importante sobre la cultura y la civilización persas del siglo XVII, los Voyages de Chardin todavía conservan un interés considerable.